# Quadrimaera kaiulani
Quadrimaera kaiulani är en kräftdjursart som först beskrevs av J. L. Barnard 1970.  Quadrimaera kaiulani ingår i släktet Quadrimaera och familjen Melitidae. Inga underarter finns listade i Catalogue of Life.